# Ariadna insularis
Ariadna insularis là một loài nhện trong họ Segestriidae.
Loài này thuộc chi Ariadna. Ariadna insularis được William Frederick Purcell miêu tả năm 1908.